# Clethra hartwegii
Clethra hartwegii är en tvåhjärtbladig växtart som beskrevs av Nathaniel Lord Britton. Clethra hartwegii ingår i släktet Clethra och familjen Clethraceae. Inga underarter finns listade i Catalogue of Life.